# Гырмен (община)
Гырмен (болг. Община Гърмен) — община в Болгарии. Входит в состав Благоевградской области, находится в историко-географическом регионе Чеч. Население составляет 14 439 человек (на 15 мая 2008 года).
Административный центр — село Гырмен.
Площадь территории общины 388,479 км². Граничит с общинами Благоевградской области: Гоце-Делчев — на западе, Разлог — на севере, Хаджидимово — на юге, Сатовча — на востоке. Северо-восточная административная граница с общиной Велинград Пазарджикской области.
Кмет (мэр) общины Гырмен — Ахмед Ахмедов Башев (независимый) по результатам выборов.

## Состав общины
В состав общины входят следующие населённые пункты (сёла):
1. Балдево
2. Горно-Дряново
3. Гырмен
4. Дебрен
5. Долно-Дряново
6. Дыбница
7. Ковачевица
8. Крушево
9. Лештен
10. Марчево
11. Огняново
12. Ореше
13. Осиково
14. Рибново
15. Скребатно
16. Хвостяне